# Hořcotvaré
Hořcotvaré (Gentianales) je řád vyšších dvouděložných rostlin. Zástupci řádu jsou byliny i dřeviny s jednoduchými a spíše vstřícnými listy. Květy bývají nápadné, pravidelné, se srostlou korunou. Řád zahrnuje 5 čeledí, 1128 rodů a téměř 20 000 druhů. Tři z pěti čeledí řádu jsou kosmopolitně rozšířeny a jsou zastoupeny i v květeně České republiky.

## Popis
Většina čeledí řádu hořcotvaré zahrnuje jak bylinné tak i dřevnaté zástupce. Převládají vstřícné jednoduché listy s palisty nebo alespoň linií spojující báze řapíků. Květy jsou 4 nebo 5četné, pravidelné, většinou spíše nápadné a jasně zbarvené, se svrchním nebo spodním semeníkem srostlým nejčastěji ze 2 (nebo několika) plodolistů. U části toješťovitých) jsou plodolisty nesrostlé nebo srostlé jen na bázi. Koruna je u většiny zástupců více či méně srostlá, s tyčinkami přirostlými ke korunní trubce a v počtu odpovídajícím počtu korunních cípů. Opylovány jsou nejčastěji hmyzem, méně ptáky nebo netopýry a jen výjimečně (některé mořenovité) větrem.
Tři z pěti čeledí řádu mají kosmopolitní rozšíření: mořenovité, toješťovité a hořcovité. Největší druhová diverzita je v tropech. V květeně České republiky řád zastupují pouze byliny, případně polokeře.

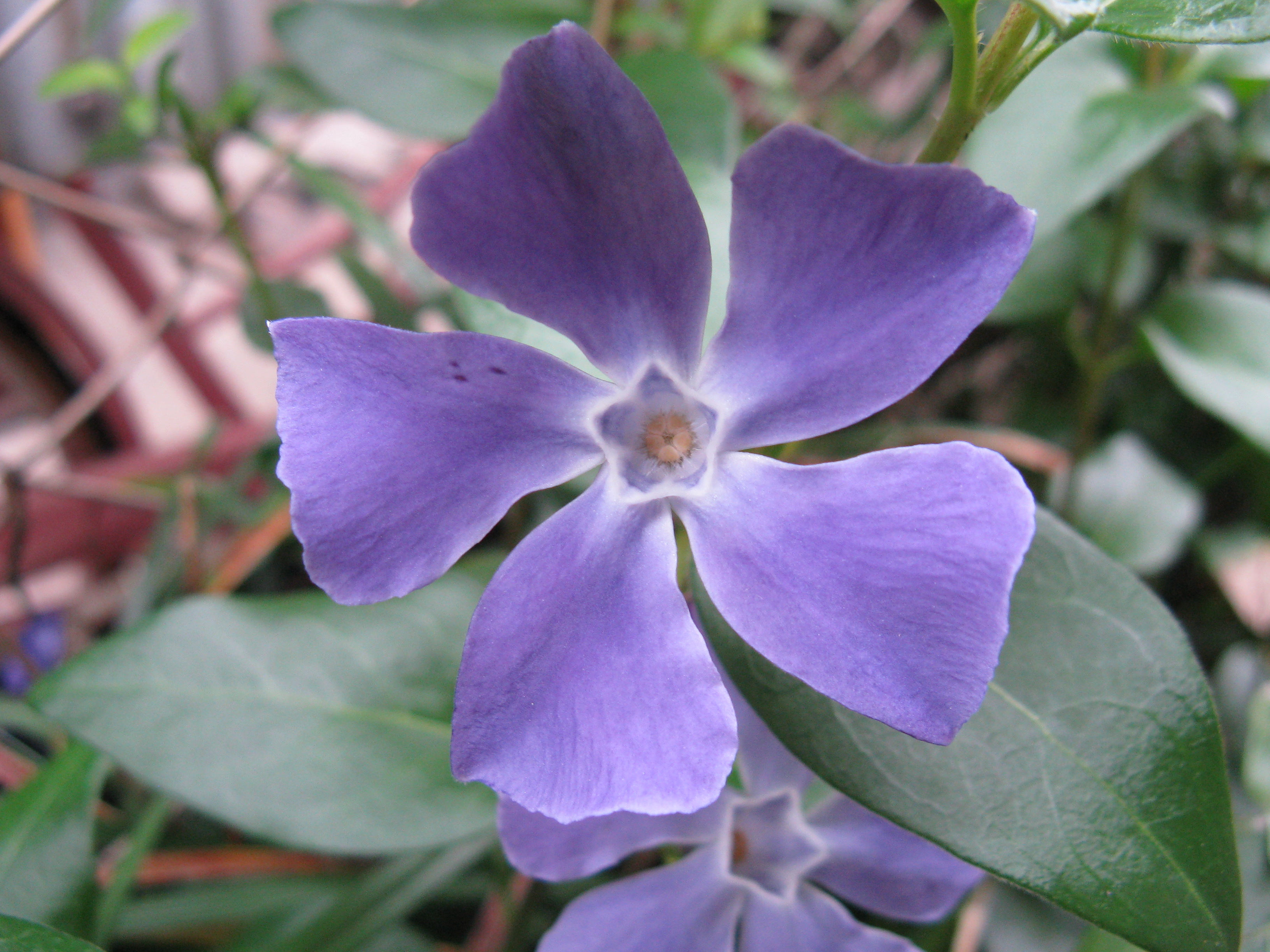
Toješťovité: květ barvínku většího (Vinca major)
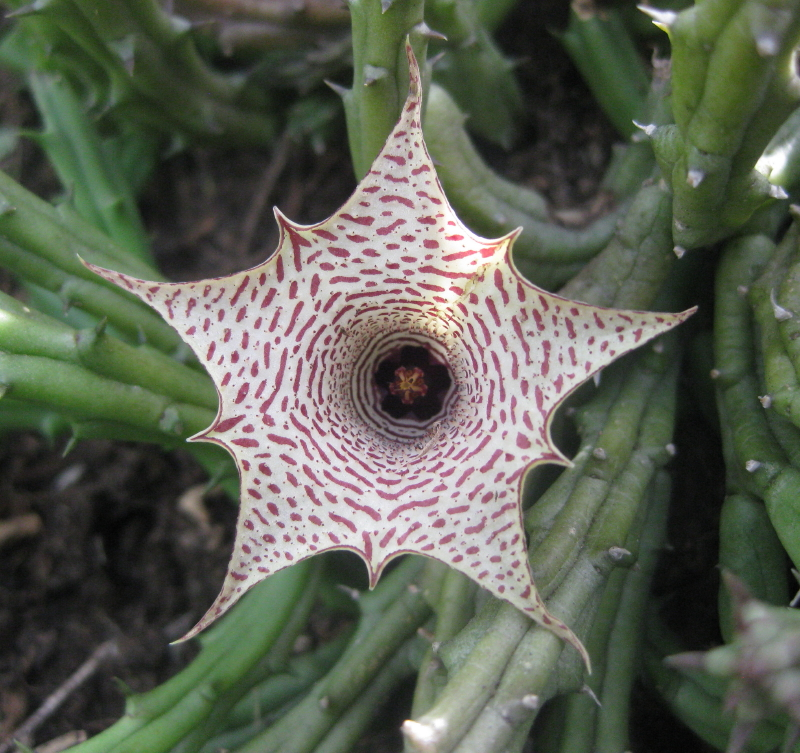
Toješťovité: květ stapélie Huernia occulata
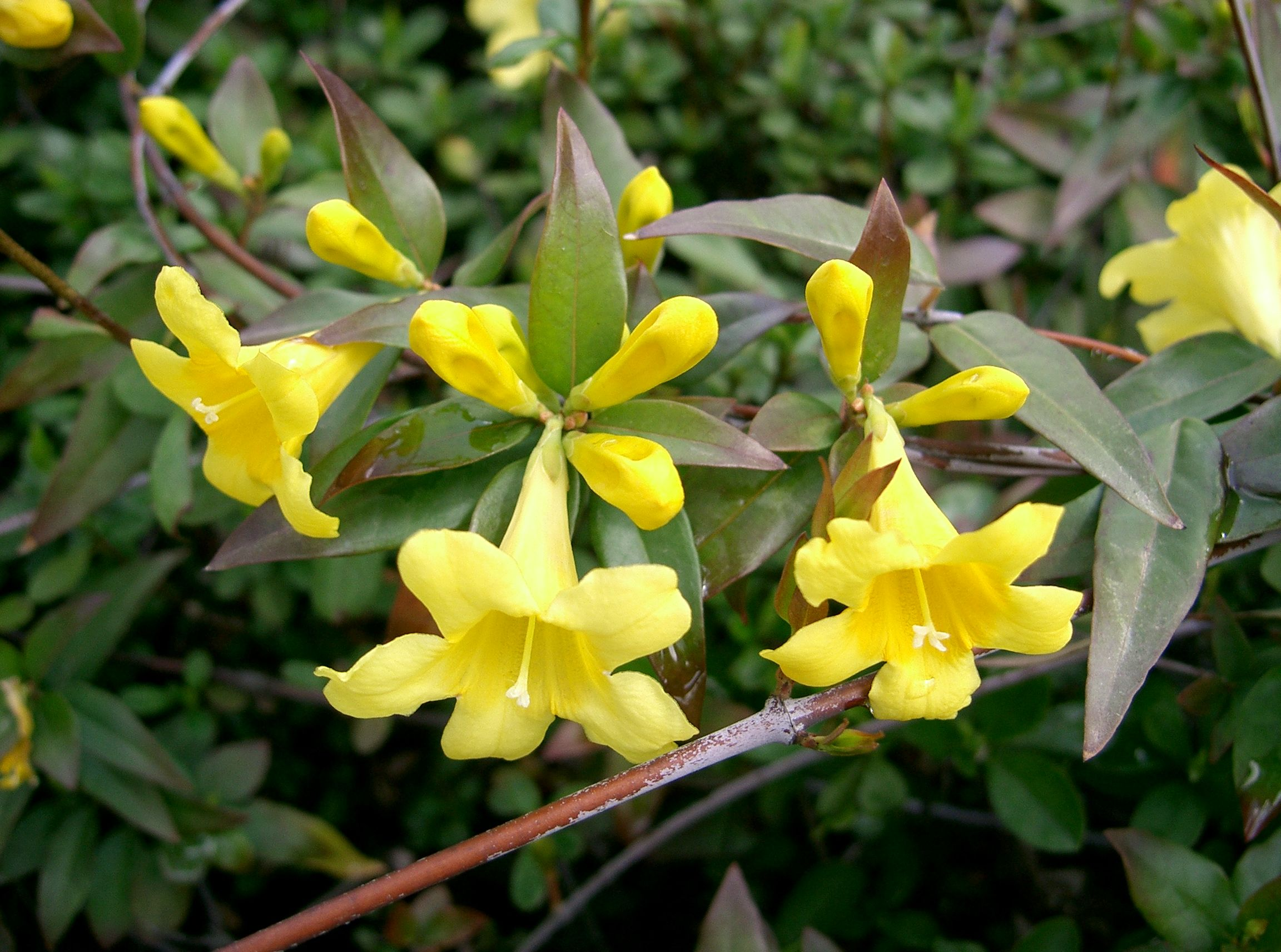
Jasmínovcovité: kvetoucí jasmínovec vždyzelený (Gelsemium sempervirens)
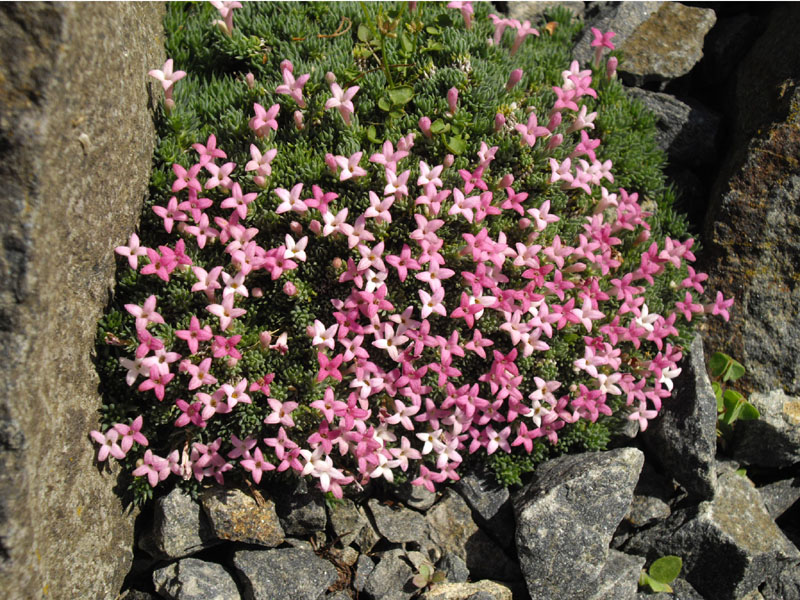
Mořenovité: kvetoucí mařinka Asperula sintenisii
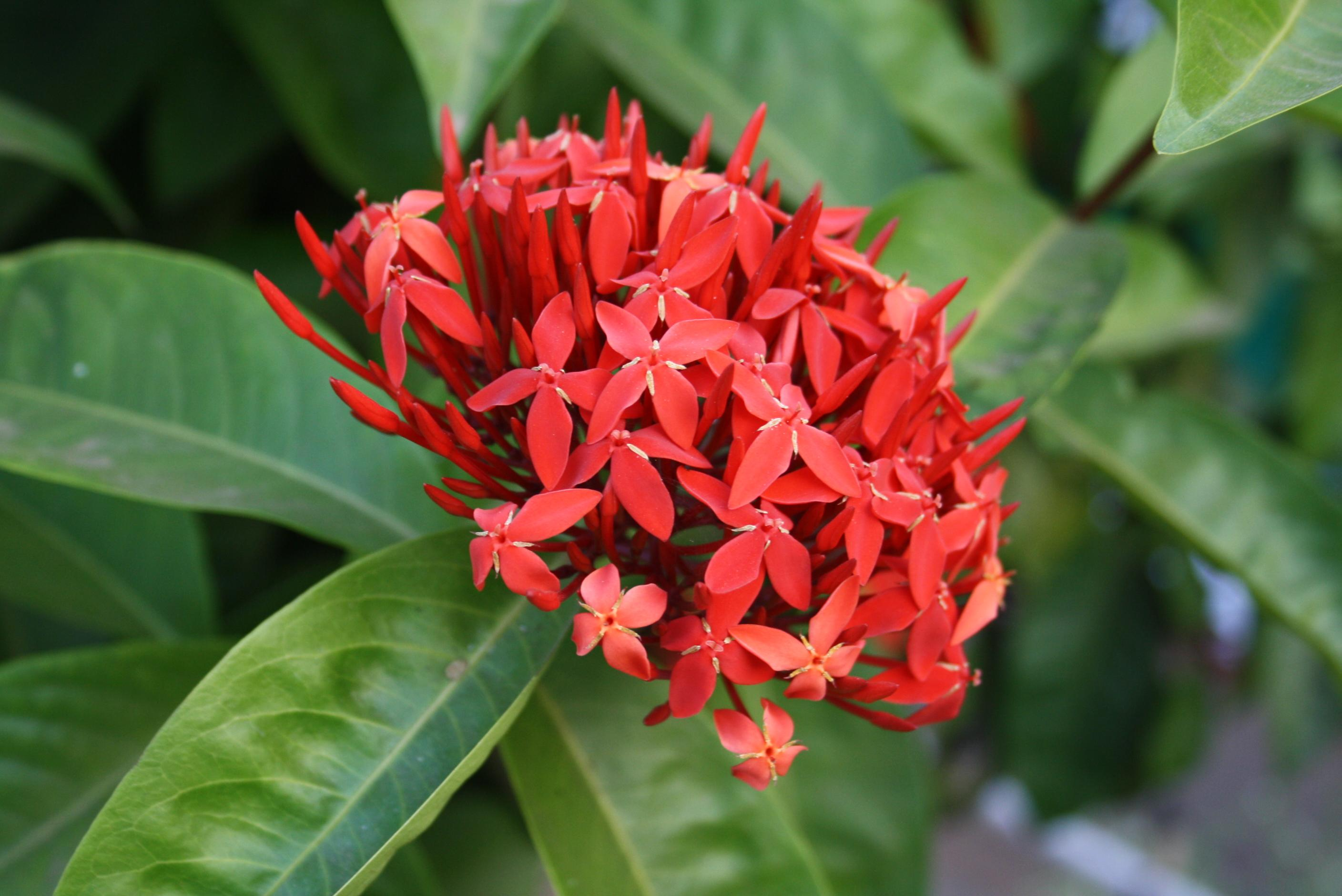
Mořenovité: květenství Ixora coccinea
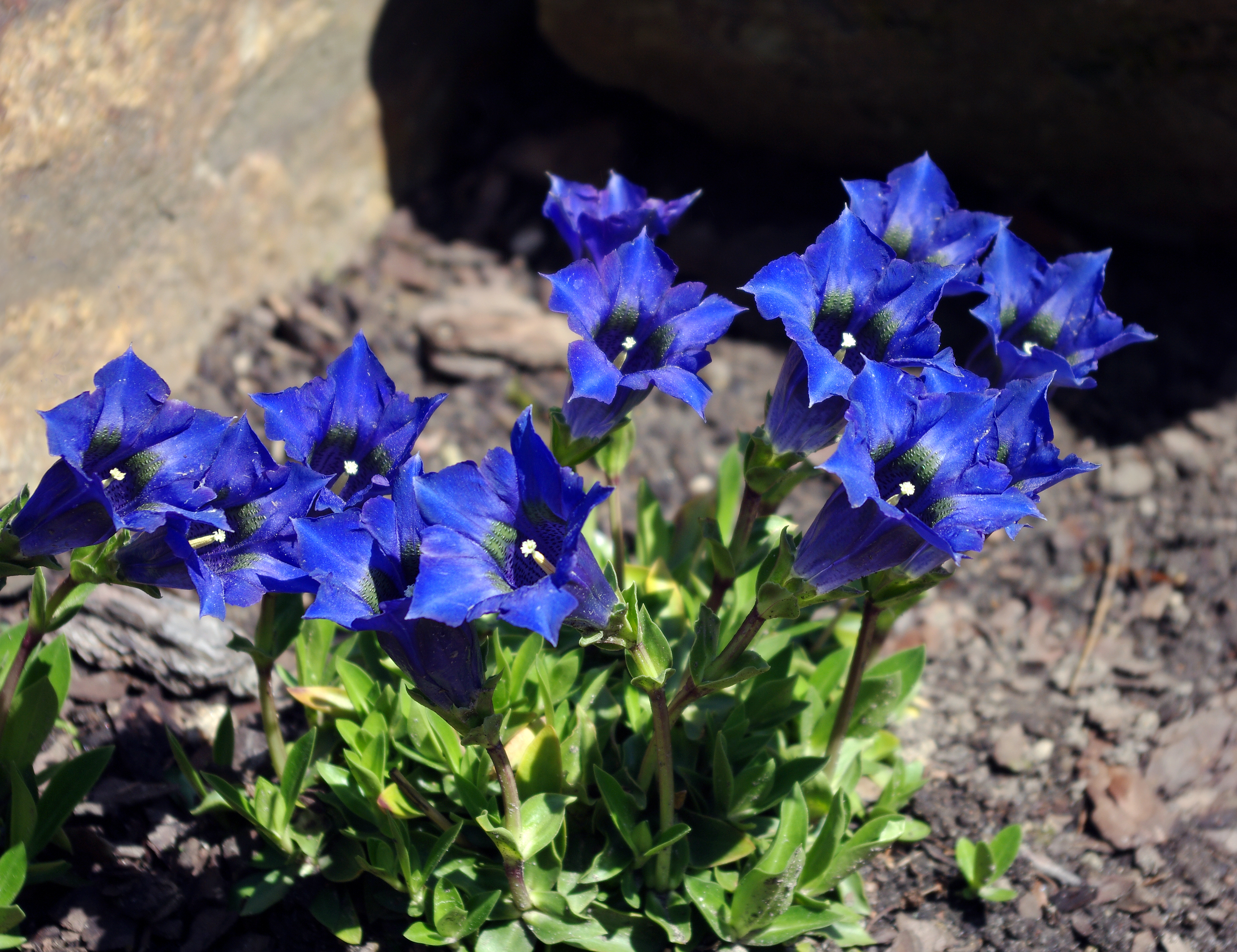
Hořcovité: hořec Gentiana dinarica
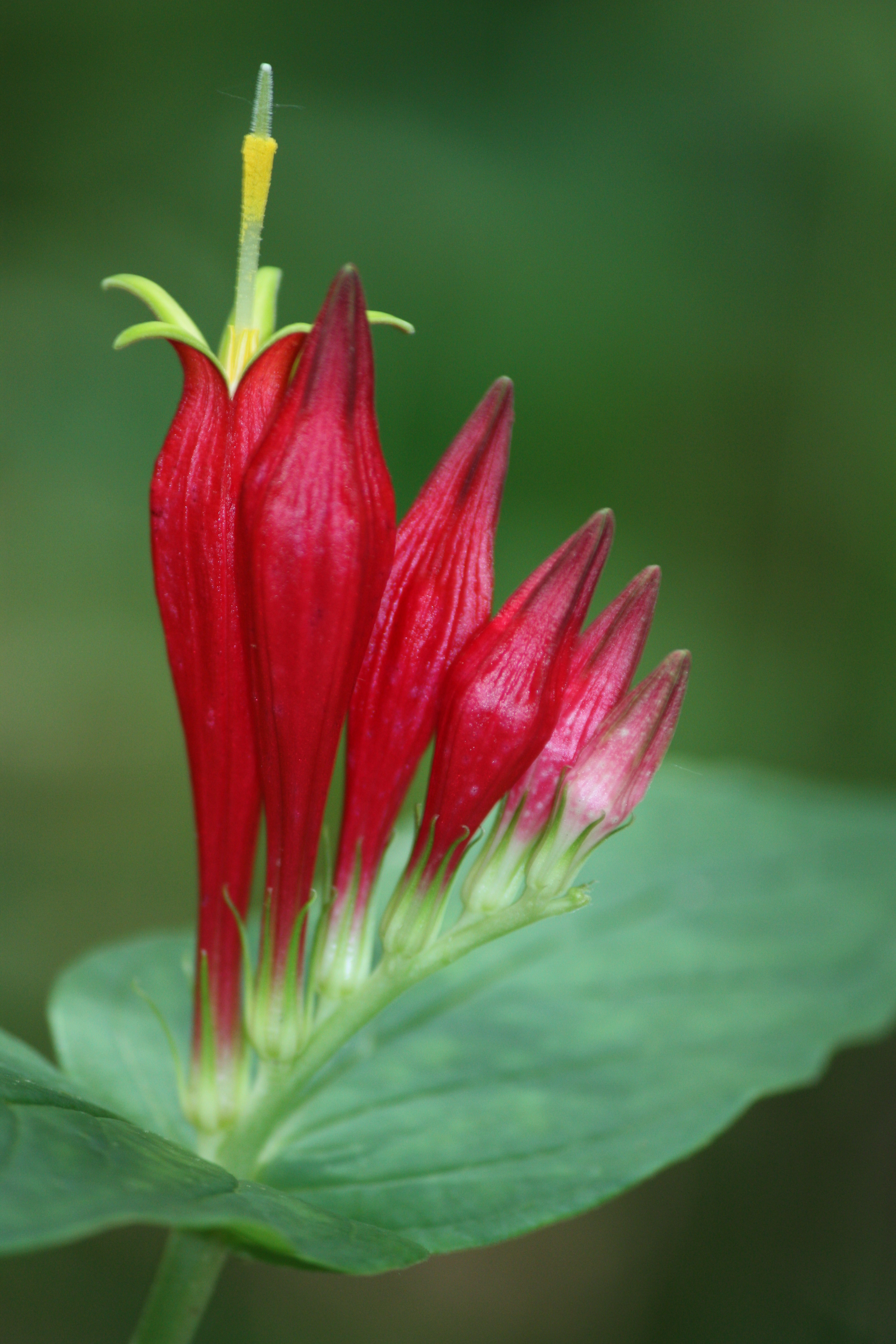
Logániovité: květenství Spigelia marilandica

## Taxonomie
Řád hořcotvaré byl zastoupen v různě širokém pojetí i v tradičních systémech. Zatímco v Dahlgrenově systému víceméně odpovídá dnešnímu pojetí a obsahuje všechny podstatné čeledi, Cronquist a Tachtadžjan rozřazovali tyto čeledi do řádů Gentianales a Rubiales, případně i Apocynales.
S nástupem molekulárních metod došlo k některým přesunům na rovině čeledí. Klejichovité (Asclepiadaceae) byly vřazeny do čeledi toješťovité (Apocynaceae) a čeleď Strychnaceae do Loganiaceae, rody jasmínovec (Gelsemium) a Matsudea byly naopak vyjmuty z čeledi logániovité (Loganiaceae) do čeledi jasmínovcovité (Gelsemiaceae).
V kladogramech APG tvoří řád hořcotvaré spolu s řády hluchavkotvaré (Lamiales), garyotvaré (Garryales), lilkotvaré (Solanales) a několika nezařazenými čeleděmi (brutnákovité - Boraginaceae, Vahliaceae, Icacinaceae, Metteniusaceae a Oncothecaceae) monofyletickou větev vyšších dvouděložných rostlin nazývanou Asterids I.

## Význam
Všechny čeledi řádu jsou charakteristické obsahem účinných alkaloidů různých typů a obsahují zvýšený podíl více nebo méně silně jedovatých rostlin. Mnohé druhy mají medicínské a farmaceutické využití. Jako účinné látky jsou nejčastěji zastoupeny indolové alkaloidy, řidčeji alkaloidy chinolinové (např. chinin), purinové (kofein), pyridinové, steroidní a isochinolinové nebo kardioaktivní glykosidy.
Některé čeledi poskytují různé technické produkty, např. textilní vlákna a kaučuk (toješťovité), barviva (mořenovité) nebo dřevo (toješťovité). Nejvýznamnějším potravinovým produktem je káva. Jinak je jedlých rostlin v tomto řádu poměrně málo. Některé druhy především z čeledí toješťovité a mořenovité poskytují ovoce místního významu.

## Přehled čeledí
- jasmínovcovité (Gelsemiaceae)
- hořcovité (Gentianaceae)
- logániovité (Loganiaceae)
- mořenovité (Rubiaceae)
- toješťovité (Apocynaceae)[8]